# آر بي جي - 29
ال ار بي جي - 29 أو التاندوم (تسميه الناتو: مصاص الدماء) هو قاذف صاروخي مصمم لتدمير الدبابات والعربات المدرعة والدشم المختلفة، يحمله فرد المشاة. وقد دخل الخدمة في الجيش الروسي عام 1989.

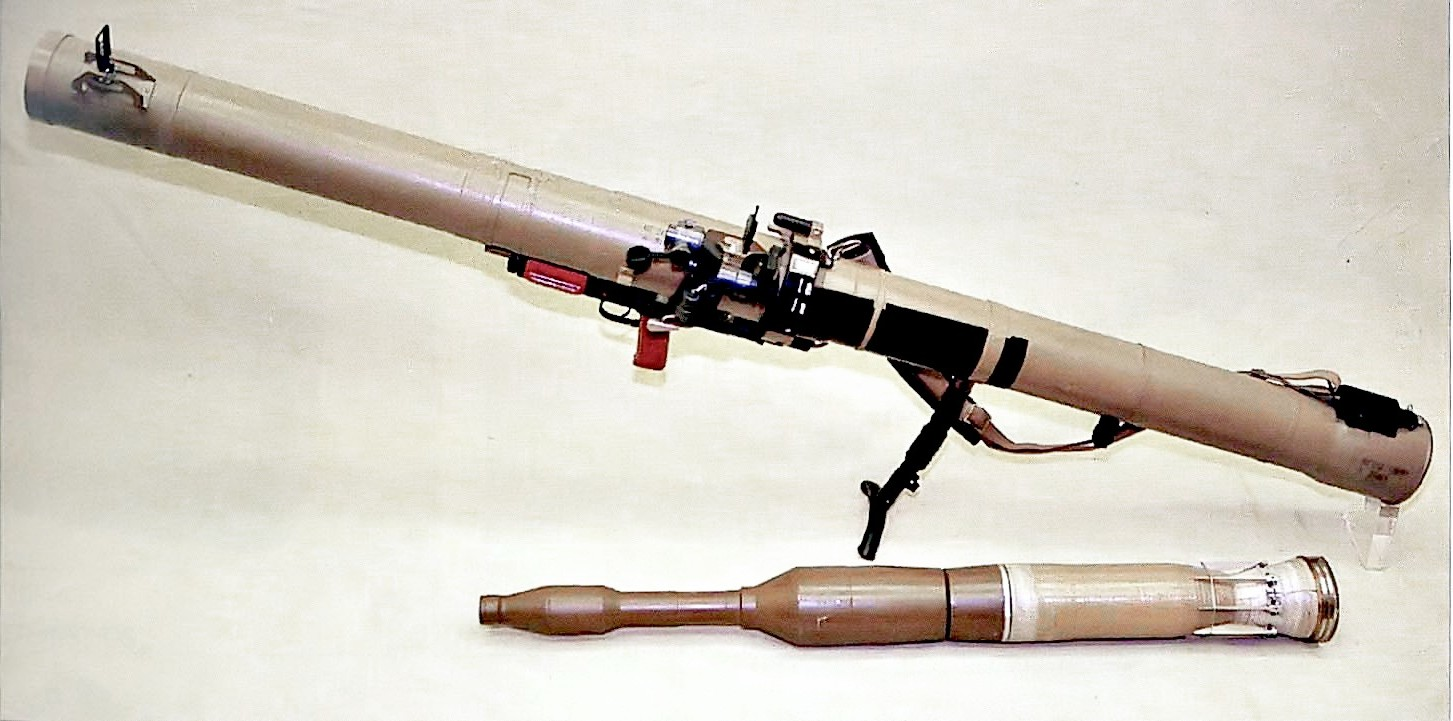
القاذف الصاروخى RPG-29 وبجواره صاروخ من طراز PG-29V.

## الوصف
ار بي جي – 29 هو قاذف صاروخى انبوبي الشكل مصمم ليتم حمله واستخدامه عن طريق فرد واحد. يركب على قمة القاذف جهاز التصويب الأنبوب أو جهاز الرؤية الليلية المناسب. يتوفر للقاذف نوعين من المقذوفات الأولى PG-29V وهي عبارة عن مقذوفة حشوة جوفاء مزدوجة للتعامل مع الدروع المتفجرة النشطة (EAR). والثانية هي TBG-29V القذيفة الحرارية المضادة للأفراد.
لايعمل محرك الصاروخ قبل مغادرته للقاذف حماية للرامي من الاحتراق. وبمجرد خروج الصاروخ من القاذف تنفرد ثمانية زعانف لتحافظ على ثبات واتزان الصاروخ في الهواء. والصاروخ ذو رأس قوية للغاية فقد أفادت بعض التقارير عن إصابة الدبابات الروسية من نوعى T80 وT90 أثناء التجارب وهو مافشلت فيه القذائف الفرنسية من نفس العيار. ويتوفر السلاح في سوق السلاح بسعر 500$ لكل قاذف و300$ للصاروخ.
وقد اعلنت صحيفة هآرتس الإسرائيلية بأن معظم إصابات الميركافا التي حدثت في شهرى يوليو وأغسطس من عام 2006 في الاشتباكات مع حزب الله في لبنان تمت بهذا القاذف المتطور والذي وصل من روسيا عن طريق سوريا إلى مقاتلى حزب الله. وقد نفى متحدث باسم وزارة الخارجية الروسية هذه المزاعم في 10 أغسطس 2006.اليوم في تاريخ 2009/1/4 استطاع مجاهدي كتائب القسام وسرايا القدس باستخدام هذا السلاح لتدمير دبابات صهيونية من طراز ميركافا

## المواصفات
مواصفات المنتج التي توفرها رويكسبورت :
- عيار:105
- وزن القاذف : 11.5 كيلوغرام
- وزن الدانة (المقذوف) : 6.1 كغ
- المدى الفعال للضرب : 500 م
- الحرارة المناسبة للتشغيل : -50 ° الي 50 °
- معدل الاختراق في الدروع المتجانسة(بعد الدروع المتفجرة النشطة):أكثر من 100 سم
- معدل الاختراق في الدشم والمبانى : 1,50 م
- سرعة الدانة (المقذوف) : 130 م/ث

## مستخدمون
- كتائب القسام[1]
- سوريا
- الأردن
- الجزائر
- العراق[2]